# Большемечетный
Большемече́тный — хутор в Семикаракорском районе Ростовской области.
Административный центр Большемечетновского сельского поселения.

## История
Основан в 1658 году у озера Воинское. В 1952 году на хуторе образован совхоз «Мечетновский». В 1959 году в совхозе организовалась Мечетновская электромашинотракторная станция ЭМТС (с 1960 года — ССМУ — специализированный строительно-монтажный участок); помимо мелиоративных работ занимались строительством жилья. В 1992 году данная организация прекратила своё существование.

## Население
| 2010 |
| ---- |
| 1226 |

## Улицы
| - пер. 2-й, - пер. 5-й, - ул. Заречная, - ул. Зелёная, - пер. Короткий, - ул. Красной Армии, | - ул. Ленина, - ул. Луговая, - ул. Мира, - ул. Мирная, - ул. Молодёжная, - ул. Октябрьская, | - ул. Советская, - пер. Степной, - ул. Строителей, - пер. Трудовой, - ул. Широкая, - ул. Южная. |

## Известные уроженцы
- Ювеналий (Тарасов) (1929—2013) — епископ Русской православной церкви, митрополит.